# Josef Flossmann

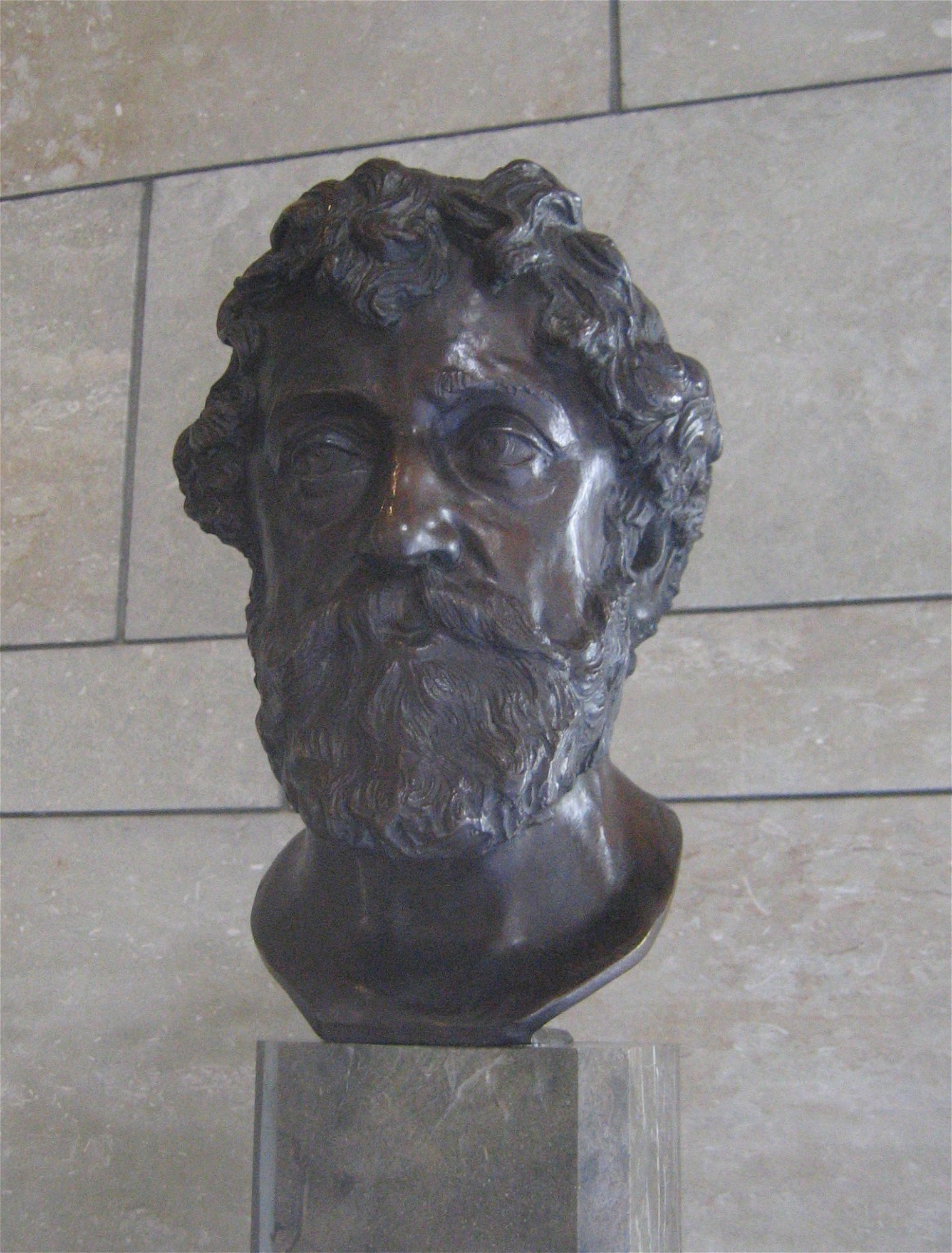
Josef Flossmann porträtterad av Adolf von Hildebrand.

Josef Flossmann, född den 19 mars 1862 i München, död där den 20 oktober 1914, var en tysk bildhuggare. 
Flossmann var främst verksam i sin hemstad och blev professor vid Kunstgewerbeschule i München. Med sin frodiga skaparkraft fick han stor betydelse för tysk offentlig dekorativ plastik och då företrädesvis i München. Bland verken där märks Paulanerbrunnen i Au, brunnen på Rennerplatz och utsmyckning av ett ansenligt antal offentliga Münchenbyggnader (gavlar, friser och portaler); bland andra verk en brunn i Ulm, utsmyckningen av Wertheim-Bau i Berlin och reliefferna på Bismarcks-Denkmal vid Starnberger See. Hans sista större verk var ett Bismarckryttarmonument i Nürnberg (i anslutning till lombardisk stil från 1400-talet). Dessutom många porträttbyster (Beethoven), gravmonumentet över föräldrarna (i marmor), idealstatyer, marmorgruppen En moder och mycken småplastik.